# Trichogaster chuna
Trichogaster chuna, conosciuto comunemente come Gurami miele, è un piccolo pesce d'acqua dolce appartenente alla famiglia Osphronemidae.

## Distribuzione e habitat
Questa specie è diffusa nelle acque dolci di Bangladesh e India. Abita campi inondati, laghi, fiumi tranquilli, fosse, stagni.

## Descrizione
Il corpo è piuttosto alto, molto compresso ai fianchi, con muso a punta e profili dorsale e ventrale convessi. Le pinne dorsale e anale sono basse e allungate, terminanti al peduncolo caudale. La coda è tondeggiante, appena bilobata. Le pinne pettorali sono allungate, mentre le ventrali filiformi, e usate come organi tattilo-sensoriali. 

La livrea è caratterizzata da uno spiccato dimorfismo sessuale: il maschio è rossastro, con muso, gola e ventre neri, mentre la pinna dorsale presenta il vertice di un giallo vivo. La femmina ha colorazione più smorta, giallo miele e bianca. 

Raggiunge una lunghezza massima di 7 cm.

## Riproduzione
Tipica del genere Trichogaster, prevede la deposizione e l'immissione delle uova fecondate dentro un nido di bolle precedentemente costruito dal maschio.

## Predatori
Nei luoghi d'origine è preda abituale di Channa punctata.

## Acquariofilia
Come altri Trichogaster è piuttosto diffuso, conosciuto e commercializzato. Facilmente riproducibile in cattività.